# Олд, Энди
Э́ндрю (Э́нди) Олд (англ. Andrew «Andy» Auld, [ˈændi ɔːld]; род. 26 января 1900, Стивенстон, Шотландия — 6 декабря 1977, Провиденс, штат Род-Айленд) — американский футболист шотландского происхождения, крайний полузащитник. Выступал за сборную США, участник первого чемпионата мира. В 1978 году включён в Зал Футбольной Славы Новой Англии, в 1986 году — в Зал Американской Футбольной Славы.

## Карьера

### Клубная
Энди Олд начал свою карьеру в шотландском клубе «Стивенстон» в возрасте 11 лет. Он играл за клуб в течение трёх лет, после чего поступил на военную службу и нёс её в годы Первой мировой войны. В 1919 году, демобилизовавшись, Энди стал играть за клуб «Ардир Тисл», а через три года перешёл в клуб «Паркхед» из Глазго. В 1923 году Энди Олд эмигрировал в США. Жизнь в США не понравилась Олду, и он принял решение вернуться в Шотландию. По пути домой он заехал в штат Нью-Йорк навестить сестру. Там, играя в футбол, он был замечен скаутом клуба «Провиденс Клэмдиггерс» из Американской Футбольной Лиги, и позже подписал с этим клубом контракт.
Энди провёл в «Провиденс Клэмдиггерс» шесть сезонов, сыграв в 277 матчах. В 1928 году клуб был переименован в «Голд Багз». В 1930 году после смены владельца клуба и его последующего переименования в «Фолл-Ривер», Энди Олд всё ещё продолжал играть в команде. Однако проведя 10 игр весной 1931 года, Олд перешёл в «Потакет Рейнджерс». После распада Американской Футбольной Лиги в 1933 году клуб, в котором играл Олд, был вынужден перейти во вторую лигу. Заканчивал свою карьеру Энди в полупрофессиональном клубе «Портьюгиз» (англ. Portuguese Sport Club) из Ньюарка.

### В сборной
За сборную в период с 1926 по 1930 год Энди Олд сыграл 5 матчей. Его дебют состоялся 6 ноября 1926 года в матче с канадцами, выигранном футболистами США со счётом 6:2. Олд отметился двумя голами. Больше Олд за сборную не забивал, а следующим матчем, проведённым им в футболке национальной команды, стала игра против Бельгии на чемпионате мира в Уругвае. На турнире Олд сыграл ещё в двух матчах, причём в полуфинале против Аргентины ему пришлось особенно тяжело. В ходе матча Олд повредил губу (чтобы остановить кровь, пришлось перебинтовать всю голову), а один из аргентинских игроков швырнул нюхательной солью ему в лицо, после чего Олд некоторое время не мог играть. В его отсутствие аргентинцы забили третий мяч и уверенно выиграли 6:1. Как и Олд, многие игроки американской команды были травмированы, но оставались на поле, так как замены проводить не разрешалось.

После чемпионата мира сборная США сыграла товарищеский матч со сборной Бразилии, в котором Олд также принял участие. На этом его карьера в сборной завершилась.
| Матчи и голы Энди Олда за сборную США | Матчи и голы Энди Олда за сборную США | Матчи и голы Энди Олда за сборную США | Матчи и голы Энди Олда за сборную США | Матчи и голы Энди Олда за сборную США | Матчи и голы Энди Олда за сборную США | Матчи и голы Энди Олда за сборную США |
| ------------------------------------- | ------------------------------------- | ------------------------------------- | ------------------------------------- | ------------------------------------- | ------------------------------------- | ------------------------------------- |
| №                                     | Дата                                  | Место проведения                      | Соперник                              | Счёт                                  | Голы                                  | Турнир                                |
| 1                                     | 6 ноября 1926                         | Нью-Йорк, США                         | Канада                                | 6:2                                   | 2                                     | Товарищеский матч                     |
| 2                                     | 13 июля 1930                          | Монтевидео, Уругвай                   | Бельгия                               | 3:0                                   | -                                     | Чемпионат мира 1930                   |
| 3                                     | 17 июля 1930                          | Монтевидео, Уругвай                   | Парагвай                              | 3:0                                   | -                                     | Чемпионат мира 1930                   |
| 4                                     | 26 июля 1930                          | Монтевидео, Уругвай                   | Аргентина                             | 1:6                                   | -                                     | Чемпионат мира 1930                   |
| 5                                     | 17 августа 1930                       | Рио-де-Жанейро, Бразилия              | Бразилия                              | 3:4                                   | -                                     | Товарищеский матч                     |

Итого: 5 матчей / 2 гола; 3 победы, 0 ничьих, 2 поражения.

## Личная жизнь
Похоронен на кладбище в Джонстоне. У него была жена Маргарет (1900—1995), дочь Перл и сын Томас.